# Giovanni Schoch
Giovanni Schoch (... – Castiglione Olona, 2 novembre 1888) è stato un imprenditore e filantropo italiano.

## Biografia
Di famiglia originaria di Fischenthal, nel cantone di Zurigo, in Svizzera, Giovanni Schoch crebbe in un ambiente imprenditoriale. Suo padre Enrico possedeva uno stabilimento per la filatura e la tessitura del cotone già dall'epoca napoleonica e svolgeva anche commercio al dettaglio. A partire dal 1827, gli Schoch aprirono un filatoio a Malnate e Giovanni contribuì all'apertura di due cotonifici, uno a Besozzo e uno a Gavirate.
Nel 1833, Giovanni ottenne il permesso dal consorzio del fiume Olona di aprire nel comune di Castiglione Olona un fabbricato ad uso di filatura, opificio che fu mantenuto in essere sino al 1908 quando venne acquistato dalla ditta Giovanni Milani di Busto Arsizio. A Castiglione Olona fondò anche un asilo infantile che ancora oggi porta il suo nome. Si associò anche in altre imprese del settore cotoniero con Francesco Antonio Turati.